# Niezmiennik przekształcenia geometrycznego
Niezmiennik przekształcenia geometrycznego {\displaystyle g} – relacja {\displaystyle R,} klasa figur geometrycznych {\displaystyle K} lub figura geometryczna {\displaystyle f,} które są zachowywane przez to przekształcenie {\displaystyle g}.
Przykładowe niezmienniki:
- trójkąt {\displaystyle \triangle ABC,}
- klasa wszystkich trójkątów,
- relacja prostopadłości prostych lub płaszczyzn.